# 柴田神社
柴田神社（しばたじんじゃ）は、福井県福井市にある神社である。戦国時代の武将・柴田勝家を主祭神とし、妻の市を配祀する。境内には、市の三人の娘を祀る三姉妹神社がある。

## 歴史
- 鎮座地は勝家の居城であった北ノ庄城の本丸跡地と伝えられており、作られた時代は不明であるが勝家・市を祀る石祠があり、北ノ庄城の跡に築かれた福井城内の神祠として保護されてきた。
- 明治23年（1890年）、旧福井藩主松平春嶽、旧藩士、住民らの発意により小祠のある場所に神社が作られ、「柴田神社」とした。
- その後、大火や戦火、福井地震により社殿を焼失し、そのたびに氏子によって再建された。
- 平成10年（1998年）より、老朽化した社殿および境内社・稲荷神社が建て替えが行われ、新たに境内社・三姉妹神社が作られた。
- それにあわせて福井市による境内の発掘調査が行われ、北ノ庄城の石垣の一部が発掘されて、この地が伝承通り北ノ庄城の跡地であることが判明した。
- 境内は北ノ庄城址公園として整備され、発掘された石垣が展示されている。

## 境内
- 境内社・三姉妹神社 -- 市の三人の娘、茶々・初・江を祀る。本殿造営にあわせ平成10年4月に創建された。
- 境内社・稲荷神社 -- 宇賀之魂命（稲荷神）を祀る。勝家が北ノ庄城の鎮守社として創建したものと伝えられる。

## 北ノ庄城址公園
- 明治以前の半石半木の九十九橋が一部復元されている。

## アクセス
- 京福バス：「柴田神社前」下車。
- JR福井駅から徒歩3分。
- すまいるバス
  - 東ルート（城東・日之出方面）「柴田神社前」下車。
  - 南ルート（木田・板垣方面）「柴田神社前」、「駅前南通り商店街」下車。

## 画像

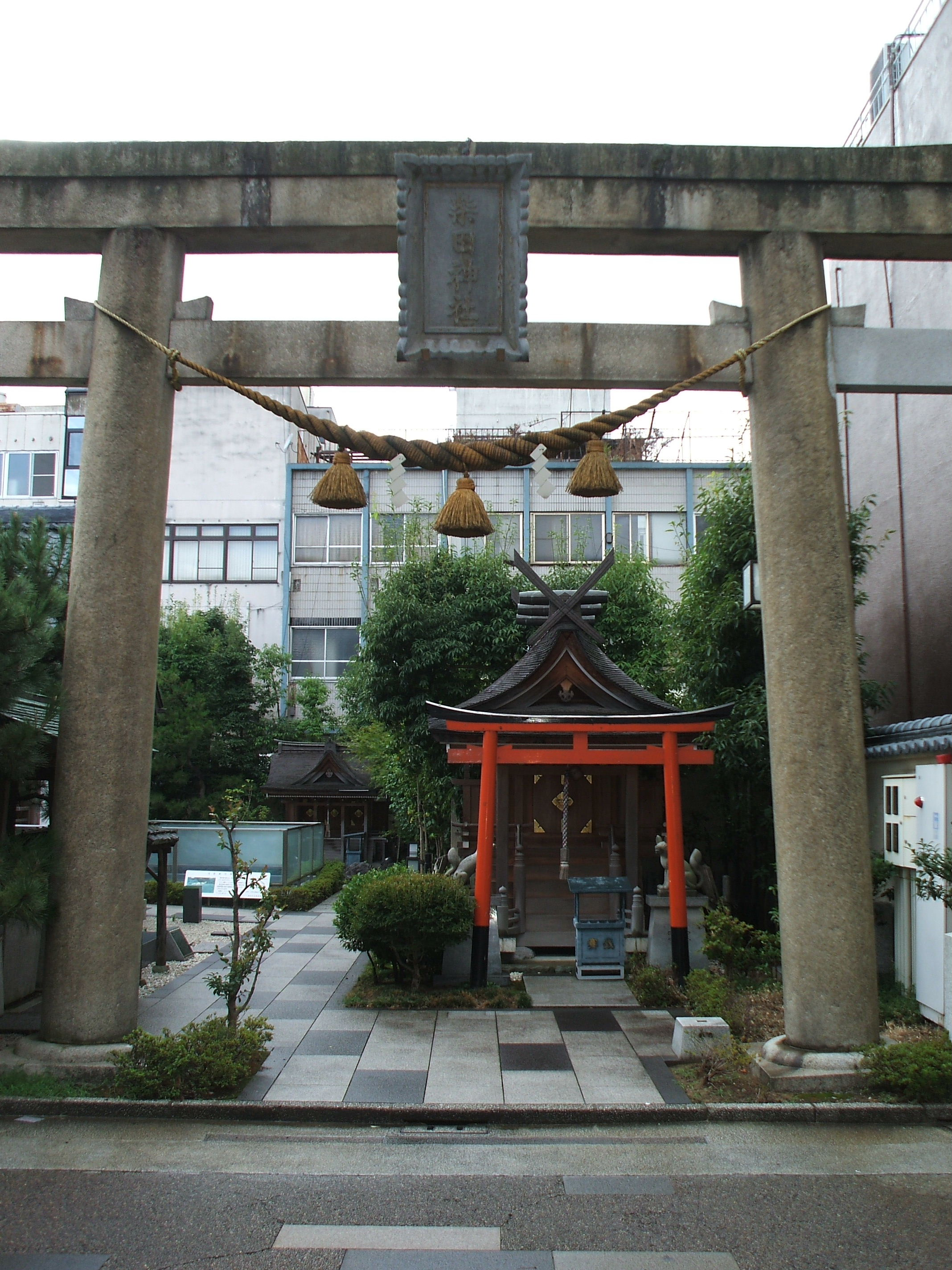
鳥居と境内社・稲荷神社
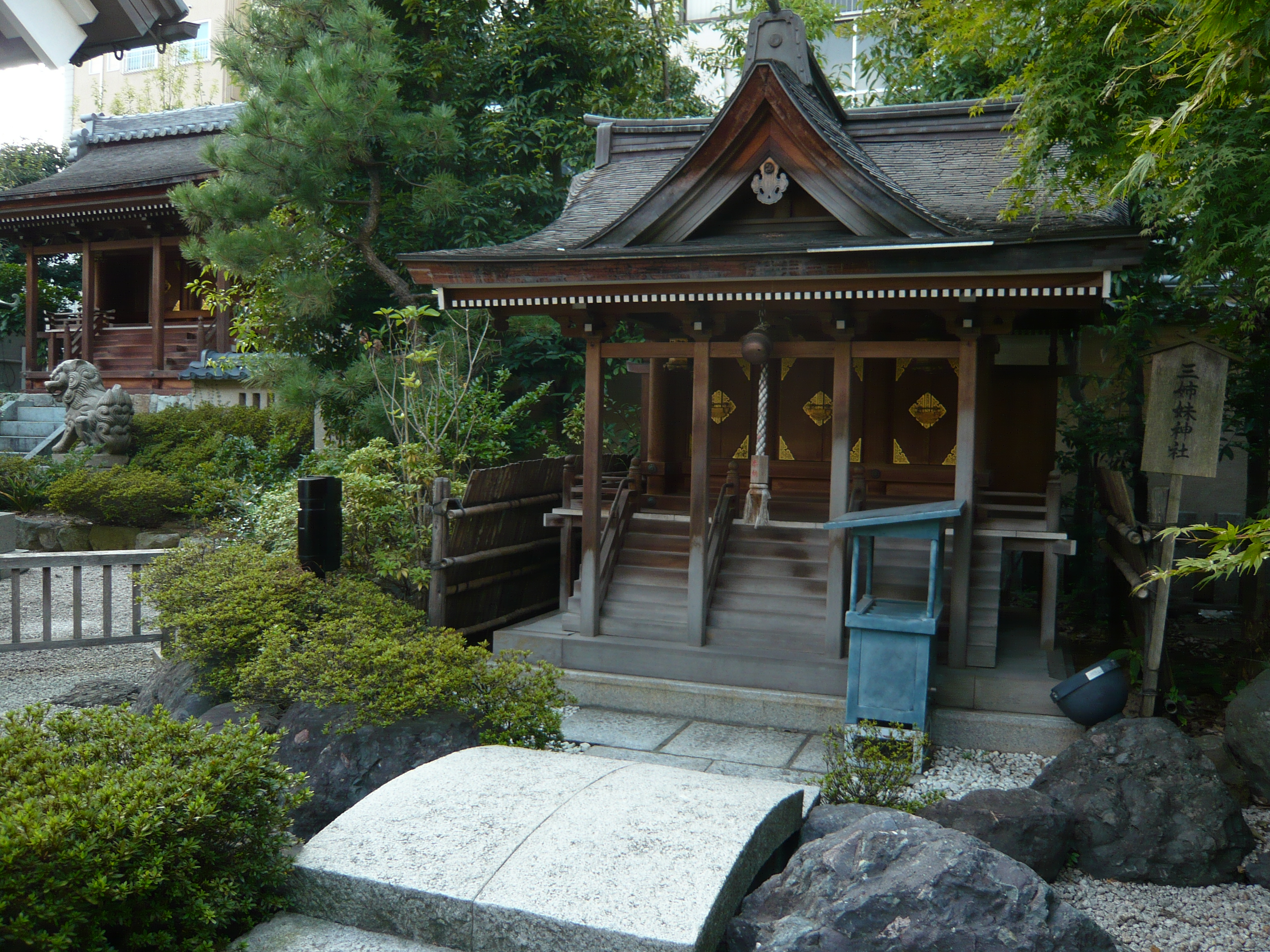
境内社・三姉妹神社。背後に見えるのは柴田神社本殿
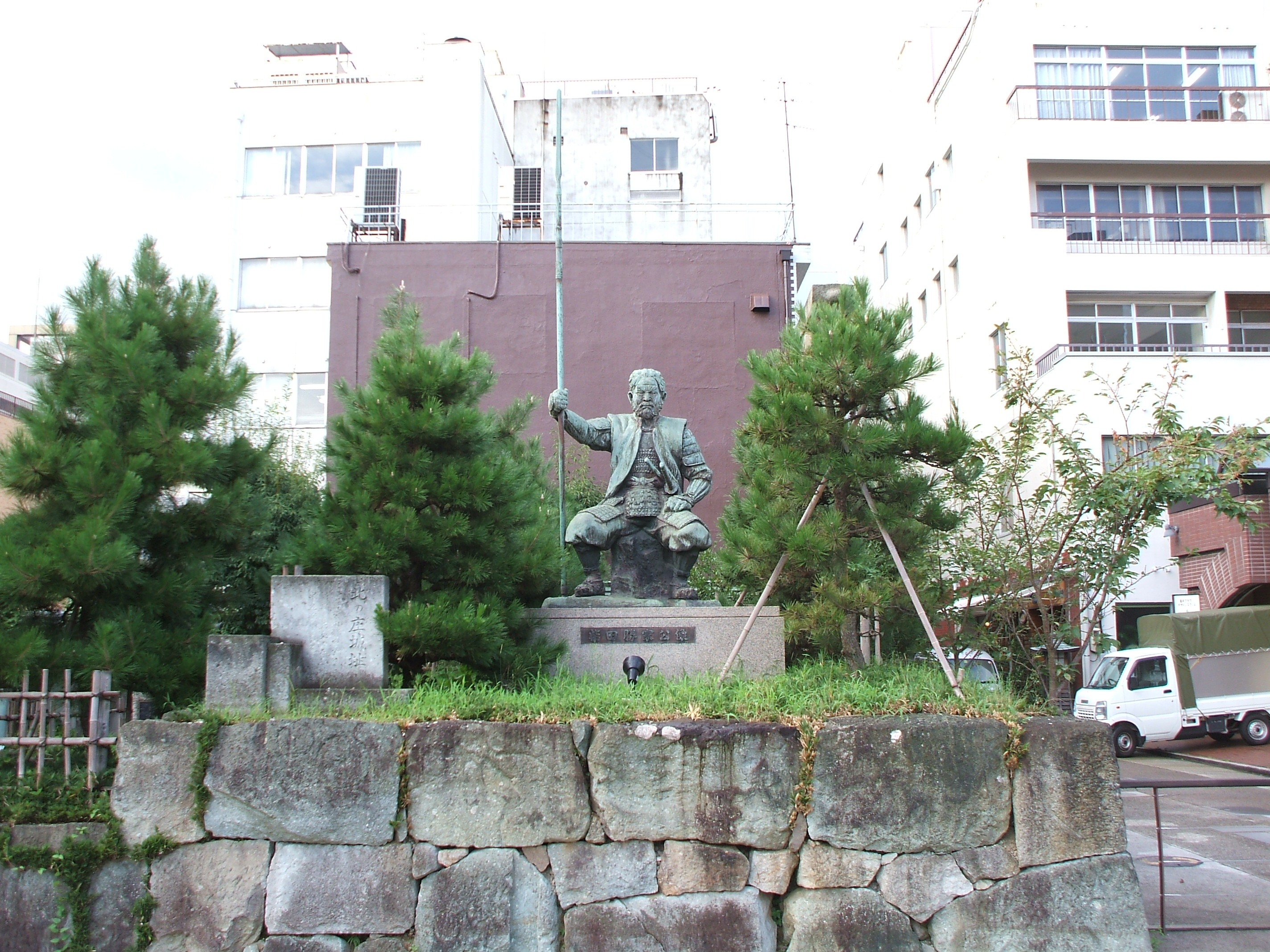
境内にある柴田勝家の銅像